# 翁宏烈
翁宏烈（1776年3月13日（乾隆四十一年正月二十四日）—1842年11月3日（道光二十二年十月一日）），和名伊舍堂親方盛元，童名思加那，號義峰，琉球國第二尚氏王朝政治家、三司官。翁氏伊舍堂殿內四世。
乾隆五十五年（1790年），他以樂童使的身份，跟隨慶賀使尚容（宜野灣王子朝陽）上江戶。
嘉慶二十二年（1817年），以年頭使的身份出使薩摩藩，翌年歸國。道光元年十月二日（1821年10月27日），就任三司官。道光八年二月朔日（1828年3月16日）致仕。道光十八年四月二十一日（1838年5月14日），賜紫地浮織冠。道光二十二年十月朔日（1842年11月3日）卒，壽六十七。
翁宏烈是一位和歌歌人，他也是琉球三十六歌仙之一。

## 家族
- 父：翁秉義（伊舍堂親方盛峯）
- 母：眞加戸（馬氏泉川親雲上良記女）
- 室：眞鶴（號菊寿。毛光國（佐渡山親方安春）女）
  - 長女：眞加戸（嘉慶三年戊午正月二十五日生嫁于向氏大山按司朝恒）
  - 長男：翁章鉅（盛方。唐名原為翁成藩，後改章鉅）
  - 次女：思龜
  - 次男：翁致中（盛暢）
  - 三女：眞鍋
  - 四女：思武大
  - 五女：眞牛（號月秋。嫁向氏勝連里之子親雲上朝幸，後離別）
  - 三男：翁汝燠（盛直）
  - 四男：翁汝翼（盛良）
  - 五男：翁章錦（盛喜）
  - 六男：翁汝霖（盛恒）